# 澧州
澧州，中国隋朝时设置的州。

澧州在湖南省的位置（1820年）

开皇九年（589年）置松州，寻改澧州。治所在澧阳县（今湖南省澧县）。以澧水得名。辖境相当今湖南省澧水流域（溇水上游除外）。大业初年，改为澧阳郡。唐朝初年，复为澧州。天宝、至德间又曾改为澧阳郡。南宋初鍾相、杨幺起义，曾以此州为根据地。
元朝至元十四年（1277年）升为澧州路。至正二十四年（1364年）朱元璋改为澧州府，明朝洪武九年（1376年），又降为澧州，属常德府。三十年（1397年）改属岳州府。清朝雍正七年（1729年）升为澧州直隶州，属湖南省。乾隆以后，今桑植县分属永顺府，辖境缩小。1913年废州改名澧县。
| 唐朝澧州辖县 | 唐朝澧州辖县                                             |
| ------------ | -------------------------------------------------------- |
| 619年        | 澧阳县、孱陵县、安乡县、石门县、慈利县、崇义县           |
| 620年        | 澧阳县、孱陵县、安乡县、石门县、慈利县（崇义县改属崇州） |
| 624年        | 澧阳县、孱陵县、安乡县、石门县、慈利县（崇义县来属）     |
| 627年        | 澧阳县、安乡县、石门县、慈利县、崇义县（废除孱陵县）     |
| 664年        | 澧阳县、安乡县、石门县、慈利县（废除崇义县）             |

唐朝澧州刺史
- 裴怀感（武德、贞观年间）
- 冉仁才（632年—637年）
- 张亮（637年）
- 李元则（643年—652年）
- 宇文钧（671年）
- 李诱（唐高宗时）
- 王景肃（唐高宗时）
- 邓玄挺（684年）
- 李炅（垂拱年间）
- 娄薀（691年）
- 齐璿（691年—长寿年间）
- 尹子产（唐中宗时）
- 高智静（开元年间）
- 崔昙（开元年间）
- 沈万石（开元年间）
- 韦潜（开元年间）
- 澧阳郡太守
- 卢昂（759年—762年）
- 崔瓘（762年—763年）
- 裴冕（763年—764年）
- 周智光（767年，未任）
- 崔瓘（765年—769年）
- 杨子琳（769年—774年）
- 薛伯高（777年之前）
- 李泌（779年—781年）
- 阎寀（785年—791年）
- 庾何（贞元年间）
- 崔倚（贞元年间）
- 韦彤（贞元年间）
- 杜伦（贞元年间）
- 宇文邈（贞元年间）
- 颜防（804年）
- 裴汶（811年—813年）
- 张署（813年）
- 元某（814年—815年）
- 李建（816年—819年）
- 李景俭（元和末年，未任）
- 王堪（821年）
- 李肇（821年）
- 韩佽（长庆年间）
- 韦某（宝历年间）
- 杜悰（829年—831年）
- 崔芸（831年前后）
- 艾乙（大和、开成年间）
- 崔珙（844年）
- 张次宗（会昌末年—大中初年）
- 蔡京（大中年间）
- 康璙（867年—868年）
- 崔芸卿（872年—873年）
- 萧兟（876年）
- 郑祥（876年）
- 李询（880年）
- 吕自牧（881年）
- 向瓌（881年—907年）
- 霍德信
- 唐思悦